# Wilhelm von Hanxleden
Wilhelm Theodor Arnold von Hanxleden (* 19. Juli 1789 im Wasserschloss Gershausen in der Nähe von Braunau bei Wildungen; † 12. November 1869 auf seinem Gut in Korbach) war ein deutscher Richter und Politiker im Fürstentum Waldeck.

## Leben
Er entstammte dem westfälischen Adelsgeschlecht Hanxleden mit seinem Stammhaus in Hanxleden und war ein Sohn des Gutsbesitzers Friedrich Carl Ludewig von Hanxleden (1744–1815), Gutsherr auf Gershausen und dem Stadtgut Korbach und Begründer der Korbacher Linie von Hanxleden, und dessen Frau Sophie von Hoiningen gen. Huene (1754–1799), die als Erbin ihrer Mutter das Stadtgut Korbach in die Ehe einbrachte.
Hanxleden begann seine Laufbahn nach abgeschlossenem Studium der Rechtswissenschaft als Hofgerichts-Assessor in Korbach. 1817 wurde er Hofgerichtsrat, 1835 Hofgerichtspräsident, 1849 Obergerichtsdirektor und 1850 Obergerichtspräsident.
Von 1815 bis 1849 war er Mitglied des Landtags des Fürstentums Waldeck (bis 26. Juni 1848) bzw. danach des Landtags der Fürstentümer Waldeck und Pyrmont. Dem Landtag stand er 1828, 1830 und 1848 als Direktor vor.
Hanxleden war Gutsherr auf dem von den Eltern ererbten Stadtgut Korbach. Er heiratete am 11. Juni 1819 in Rhena bei Korbach Luise Duncker (* 26. Juli 1799 in Korbach; † 8. Januar 1866 ebenda), die Tochter des fürstlich-waldeckischen Hofrats Wilhelm Duncker und der Luise Schott. Das Paar hatte zwei Söhne:
- Ludwig (1821–1891), wurde ebenfalls Landtagsabgeordneter, ⚭ 1852 Agnes Rube (1828–1872)
- Alban (1825–1886) ⚭ 1865 Sophie Waldeck (1838–1911)